# 雷波県
雷波県（らいは-けん、四川彝語: ꃀꁧꑤ）は中華人民共和国四川省涼山イ族自治州西南部に位置する県。

## 行政区画
- 鎮:錦城鎮、西寧鎮、汶水鎮、黄琅鎮、金沙鎮、永盛鎮、渡口鎮、馬頸子鎮、上田壩鎮、瓦崗鎮、宝山鎮
- 郷:箐口郷、柑子郷、桂花郷、山棱崗郷、谷堆郷、拉咪郷、千万貫郷、莫紅郷、巴姑郷、卡哈洛郷

## 健康・医療・衛生
- 雷波県人民医院